# Spracherfahrungsansatz
Der Spracherfahrungsansatz (englisch language experience approach) ist ein didaktisches Konzept für den Anfangsunterricht im Lesen und Schreiben. Er basiert auf der Annahme, dass Kinder lesen und schreiben lernen, indem sie Schriftsprache von Anfang an selbstständig nutzen und sich aktiv mit ihrer Struktur auseinandersetzen. Im deutschen Sprachraum wurde er durch Hans Brügelmanns Projekt und Buch Kinder auf dem Weg zur Schrift (1983) bekannt. Eine Zusammenfassung des aktuellen Diskussionsstands findet sich bei Brinkmann und Brügelmann (2023). 

## Vorgeschichte
Der Spracherfahrungsansatz entstand in der Arbeit mit benachteiligten Gruppen. Die neuseeländische Grundschullehrerin Sylvia Ashton-Warner engagierte sich in den 1950er Jahren dafür, Maori-Kinder in die Welt der Schrift einzuführen. Ihre Leitidee war, dass sich für jedes Kind Schlüsselwörter finden lassen, die für besondere emotionale Erfahrungen in seinem Leben stehen. An diesem individuellen „Grundwortschatz“ könnten dann auch Einsichten in den technischen Aufbau der Schrift gewonnen werden. In Brasilien organisierte der Pädagoge Paulo Freire in den 1960er und 1970er Jahren Alphabetisierungskampagnen für Erwachsene. Er ging ebenfalls von den Erfahrungen der Betroffenen aus, und zwar durch Gespräche mit den erwachsenen Analphabeten über gemeinsame Lebensprobleme. Den Ertrag dieser politisch verstandenen Aufklärung fasste er in Schlüsselwörtern zusammen, aus denen danach durch Zerlegung und Zusammensetzung neue Wörter gebildet wurden. Eine dritte Quelle ist die europäische Reformpädagogik der 1920er Jahre. Besonders einflussreich waren die Erfahrungen des französischen Lehrers Célestin Freinet mit der Handdruckerei als Instrument freien Ausdrucks: Kinder schreiben über das, was ihnen persönlich besonders wichtig ist – mit dem Ziel, sich anderen mitzuteilen, z. B. im Rahmen einer Klassenkorrespondenz.

## Annahmen und Forderungen
Der Spracherfahrungsansatz geht nach Brügelmann von bestimmten Annahmen aus und folgert eine entsprechende didaktische Umsetzung:
- Schrift wird gesehen als ein Medium mit eigener Logik, aber engem Bezug auf die Lautsprache. Die Förderung des Lesens und Schreibens soll deshalb inhaltlich und formal zunächst an der gesprochenen Sprache anknüpfen.

- Ohne Einsicht in die Bedeutsamkeit des Lesens und Schreibens fehle vielen Kindern die Motivation, sich auf die kognitiven und motorischen Anstrengungen einzulassen, die die Aneignung der technischen Aspekte der Schriftsprache erfordert. Lesen und Schreiben soll als soziale Handlung möglichst viele Aktivitäten im Klassenzimmer bestimmen und soll individuell bedeutsame Folgen haben.
- Das Lesen- und Schreibenlernen wird verstanden als ein Prozess eigenständiger Rekonstruktion des Schriftsystems durch die Kinder. Diese bräuchten deshalb Raum für individuelle Zugänge und für Zwischenformen auf dem Weg zur Konvention. Der Unterricht soll an den individuellen Erfahrungen der Kinder mit Sprache und Schrift anknüpfen.

- Fortschritte im Lesen und Schreiben könnten durch die Konfrontation des Singulären der jeweiligen Kinderschrift mit den Normen der Erwachsenenschrift, sowie durch die Zusammenarbeit und den Austausch mit anderen Kindern, deren divergierende Lese-/ Schreib-Aktivitäten („Lernen von- und miteinander“) erreicht werden.

- Die Beherrschung der Normschreibung müsse nicht von Anfang an verlangt werden, sondern könne Ziel eines längeren Prozesses sein. Kinder könnten sich Schritt für Schritt der Orthographie annähern. Dazu werden sie im Unterricht angeregt, z. B. bei der Überarbeitung ihrer Texte für eine Veröffentlichung, durch Forscheraufgaben zu bestimmten Rechtschreibbesonderheiten, durch den Aufbau eines Grundwortschatzes sehr häufiger oder persönlich besonders wichtiger Wörter.

- individuelle und gemeinsame Aktivitäten sollen inhaltlich und organisatorisch immer wieder aufeinander bezogen werden, in einem Rahmen, der Raum für individuelle Erfahrungen gibt. (Brinkmann und Brügelmann)[5]
- Der Spracherfahrungsansatz verlange eine besondere pädagogische Haltung, nämlich ein Interesse an den persönlichen Erfahrungen und Vorstellungen der Kinder und Respekt für ihre individuellen Ziele und Lernwege. (Backhaus u. a.)[6]
- Er solle bevorzugt in offenem Unterricht realisiert werden. (Peschel)[7]

## Umsetzung
Brinkmann und Brügelmann (1993; 1998) schlagen folgende Aktivitäten vor, die zueinander in Beziehung gesetzt werden sollen:
- freies Schreiben von Texten zu persönlich wichtigen Themen in der eigenen Sprache und ihre Veröffentlichung in Klassenbüchern, auf Plakaten, durch Vortragen in der Gruppe;
- Vorlesen in der Gruppe und individuelles Lesen/ Betrachten von selbst gewählten Büchern, die anschließend den anderen vorgestellt werden;
- Erklären und Modellieren grundlegender Umgangsweisen mit Schrift, um ihren technischen Aufbau verständlich zu machen und die individuell verfügbaren Strategien des Lesens und Schreibens weiterzuentwickeln;
- Arbeit an besonders häufigen und an persönlich wichtigen Wörtern, um einen Grundwortschatz zu automatisieren und grundlegende orthographische Muster kennen- und zu nutzen zu lernen.

Es wurden entsprechende Materialien entwickelt, die Kinder beim selbständigen Lesen- und Schreibenlernen unterstützen sollen.

## Vergleich zum lehrgangsorientierten Fibelunterricht
| Aspekt                                 | lehrgangsorientiert (Fibel)                              | spracherfahrungsorientiert                               |
| -------------------------------------- | -------------------------------------------------------- | -------------------------------------------------------- |
| Buchstabeneinführung                   | sukzessiv und kontrolliert                               | incidentell und (dank Buchstabentabelle) frei verfügbar  |
| Reihung vom Lesen- und Schreibenlernen | Zuerst Lesen – was gelesen werden kann, wird geschrieben | freies Lesen und Schreiben von Anfang an                 |
| Lernentwicklung                        | interpersonell gleichschrittig                           | differenziert – von den jeweiligen Voraussetzungen aus   |
| Sprachniveau                           | vorgegeben – für alle das gleiche                        | individualisiert – knüpft an persönlichen Erfahrungen an |
| Inhalte                                | vorgegeben                                               | situationsbezogen                                        |
| Fehler                                 | zu vermeidende Störung                                   | Vor- bzw. Zwischenform auf dem Weg zur Norm              |

## Wirksamkeit
Ein Forschungsüberblick aus dem Jahr 2006 resümierte: „Die Befundlage insgesamt, d. h. über verschiedene Studien hinweg, ist nicht auf einen einfachen Nenner zu bringen. Dies hängt mit unterschiedlichen Definitionen, Fragestellungen, Methoden, Stichproben usw. zusammen. Selbst innerhalb einzelner Studien streuen die Werte breit, d. h. die Effekte verschiedener Ansätze überlappen sich erheblich. Auch dieses Ergebnis entspricht typischen Mustern, da die Wirkung pädagogischer Maßnahmen generell konzept- und kontextabhängig sind: je nachdem, wie eine Lehrerin freies Schreiben einsetzt und unter welchen Bedingungen sie arbeitet. Empirisch belegt ist die didaktische Fruchtbarkeit freien Schreibens im Anfangsunterricht, und zwar für alle Leistungsgruppen, d. h. –  entgegen häufigen Behauptungen – auch für die leistungsschwächeren Schüler. Andererseits gibt es keine Belege, dass freies Schreiben ‚als Methode‘ in der Breite erfolgreicher ist als normorientierte Lehrgänge.“ Auch eine aktuelle Auswertung von Studien in verschiedenen Ländern zum lautorientierten Schreiben im Anfangsunterricht zeigt, dass für diese Phase die alphabetische Strategie ein wichtiger Schritt auf dem Weg zur Rechtschreibkompetenz ist.